# (12718) Le Gentil
(12718) Le Gentil (1991 LF1) – planetoida z pasa głównego asteroid okrążająca Słońce w ciągu 3,42 lat w średniej odległości 2,27 j.a. Odkrył ją Eric Walter Elst 6 czerwca 1991 roku.